# Aga vom Hagen
Augusta ("Aga") Clara Elisabeth Gräfin vom Hagen (Möckern, 2 de janeiro de 1872 – Schlieben, 8 de abril de 1949) foi uma pintora, escritora e patrona das artes alemã.

## Biografia
Aga nasceu na cidade de Möckern, na Prússia, em 1872. Descendia de uma família nobre. Era filha do conde Hilmar Friedrich Anton Graf vom Hagen e sua esposa condessa Martha von der Schulenburg, tendo mais seis irmãos. Foi educada principalmente em casa, com tutores particulares e estudou pintura com Reinhold Lepsius e Lovis Corinth, entre outros artistas renomados do período. A partir de 1904, ela passou a morar em Paris para aperfeiçoar sua técnica com pintora, sendo um de seus professores nessa época Claudio Castelucho. Era amiga e colega de Max Beckmann, Alfred Kerr e Carl Sternheim.
Ao retornar para a Alemanha, ela se estabeleceu em Berlim, onde em sua casa eram frequentes as visitas de artistas. Com o início da Primeira Guerra Mundial, em 1914, Aga se voluntariou para trabalhar nos serviços médicos como enfermeira. Foi destacada para hospitais militares no fronte ocidental, onde dois anos depois, em Bruxelas, conheceu Carl Einstein, que na época era casado com Maria Ramm e tinha uma filha pequena. Os dois logo se apaixonaram e começaram a ter um caso, que inspirou o escritor Carl Sternheim a escrever o livro Ulrike, publicado em 1918.
Depois da guerra, Aga se tornou membro do Partido Comunista da Alemanha, onde ganhou o codinome de "Condessa Vermelha". Nesta época, ela morava com Carl Einstein, cujo casamento não terminou até 1923. Einstein, porém, conheceu a filha de um banqueiro de Frankfurt, Tony Simon-Wolfskehl, no final de 1922, com quem queria se casar. Assim, Aga saiu da casa onde morava com ele em Berlim para passar mais tempo na casa de seu irmão Rüdiger.
Envolvida cada vez mais em causas sociais, ela passou a escrever poemas, depois peças de teatro e em seguida passou a se dedicar à pintura. Em um determinado momento, ela se mudou de volta para Möckern. A cidade foi ocupada pelo Exército Vermelho em 1945, que expropriou a residência de sua família no final de setembro do mesmo ano.

## Morte
Aga foi presa pelos soviéticos em 1946 e enviada para o campo especial soviético de Schlieben, anexo ao campo de concentração de Buchenwald. Ela foi banida e proibida de retornar para casa, morrendo no campo em 8 de abril de 1949, aos 77 anos.
Em fevereiro de 2013, 75 anos depois, partes de sua peça Gefecht bei Möckern, escrita em 1938, foram performadas novamente em Möckern.